# Heteromycteris capensis
Heteromycteris capensis is een straalvinnige vissensoort uit de familie van eigenlijke tongen (Soleidae). De wetenschappelijke naam van de soort is voor het eerst geldig gepubliceerd in 1858 door Johann Jakob Kaup.